# ラニアケア超銀河団

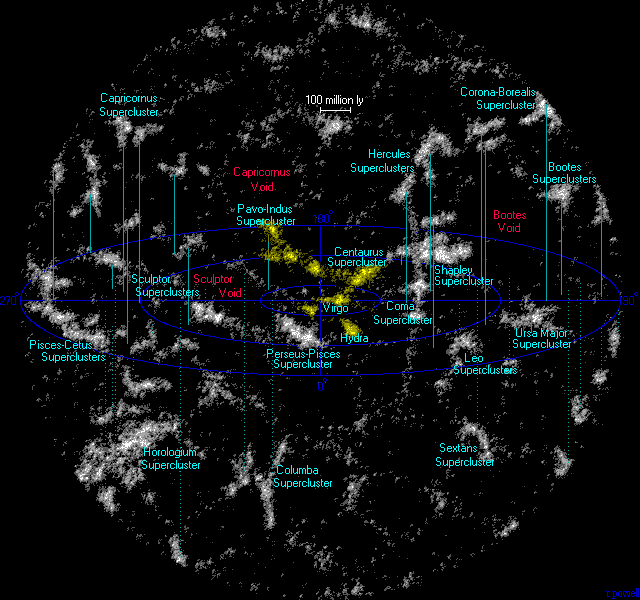
超銀河団の地図。黄色がラニアケア超銀河団。

ラニアケア超銀河団 (ラニアケアちょうぎんがだん、Laniakea Supercluster) は、2014年に提唱された超銀河団。天の川銀河が属する局所銀河群やおとめ座銀河団もその一部であり、およそ10万個の銀河を含んでいる。この超銀河団はハワイ州立大学のブレント・タリーとリヨン大学のエレーヌ・クールトアらにより、銀河の視線速度によって銀河団の境界を定める新たな手法の発表と合わせて提唱された。この新しい超銀河団の定義は既に定義されていたおとめ座超銀河団を含んでいる。
後の研究によると、ラニアケア超銀河団は重力による拘束を受けていないため、これらの構造を維持することはできず、いずれ分散されてしまうと予想されている。

## 概要
ハワイ州立大学天文学研究所 (IfA) のR. ブレント・タリーが率いるチームが2014年9月にNatureオンライン版に掲載された論文で提唱したもので、直径約1億6000万パーセク（5億2000万光年）の領域に約10万個の銀河を包含している。質量は約1017太陽質量にも及び、これは天の川銀河の10万倍、とけい座超銀河団とほぼ同じ規模である。
ラニアケアは、既知の超銀河団による4つの子領域に分けられる。
- おとめ座超銀河団（天の川銀河を内包する）
- うみへび座・ケンタウルス座超銀河団
  - グレート・アトラクター
  - うみへび座銀河団
  - ケンタウルス座銀河団
- くじゃく座・インディアン座超銀河団
- Southern Supercluster（ろ座銀河団、かじき座銀河群、エリダヌス座銀河群を含む）

ラニアケア超銀河団の中で大きな銀河団はおとめ座銀河団、うみへび座銀河団、ケンタウルス座銀河団、Abell 3565,、Abell 3574、Abell 3521、ろ座銀河団、エリダヌス座銀河団、じょうぎ座銀河団である。この超銀河団全体でおおよそ300の銀河団を内包している。銀河面吸収帯によってラニアケア超銀河団の一部が遮られて観測出来ないため、正確な数はより多くなるかもしれない。
超銀河団は宇宙に存在する大きな構造体の一つで、境界を定義する事が難しい。このチームは電波望遠鏡を用いて、銀河団の動きを図表にした。超銀河団の中では、多くの銀河が、重心の方に向かっている。ラニアケアの場合、重力の重心はグレートアトラクターであり、局所銀河群の銀河の動きに対して影響を与えているだけでなく、超銀河団のあらゆる天体に対して影響を与えている。しかしラニアケア超銀河団は重力による拘束を受けていないため、やがてダークエネルギーによって分裂すると予想されている。

## 位置
ラニアケアの周辺にはヘルクレス座超銀河団、かみのけ座超銀河団、ペルセウス座・うお座超銀河団、シャプレー超銀河団が存在する。これらの超銀河団とラニアケア超銀河団との境界線ははっきりと定義されていない。

## 発見法
銀河の特異速度 (peculiar velocity) と宇宙の膨張とを区別するために、ウィーナー・フィルタリングという手法が取られた。この手法を用いると、ラニアケア超銀河団はシャプレー超銀河団の方向へ向かっているように見える。そのため、おそらくシャプレー銀河団もラニアケア超銀河団も、より大きな構造の一部分であると考えられる。
なお、南アフリカ共和国の天文学者トニー・フェアオールは1988年に、赤方偏移の観測結果からうみへび座・ケンタウルス座超銀河団とおとめ座超銀河団が繋がっている可能性を示唆している。

## 名称
Laniakea は、ハワイ語で「天空/天国」を意味する laniと、「計り知れない、広々とした」を意味する akea に由来する。これは、ハワイ州立大学カピオラニ・コミュニティ・カレッジの David Nawa'a Napoleon によって提案された名称を採用したものである。この名前は、広大な太平洋を航海するために天測航法を用いたポリネシアの航海者たちを称えたものである。

## 関連事項
- 超銀河団
- おとめ座超銀河団
- 超空洞
- 銀河フィラメント